# هيجةهجمان (حزم العدين)

تعديل مصدري - تعديل

هيجةهجمان محلة تابعة لقرية حجافة، التابعة لعزلة حقين بمديرية حزم العدين إحدى مديريات محافظة إب في الجمهورية اليمنية، بلغ تعداد سكانها 53 حسب تعداد اليمن لعام 2004.